# Liga Nordeste de Futsal de 2014
A Liga Nordeste de Futsal de 2014, também conhecida como X Liga Nordeste, é a décima edição da Região Nordeste da modalidade. Sete  equipes participaram da competição, disputada em duas fases.

## Equipes participantes
Equipes participantes da X Liga Nordeste de Futsal:
- Acrata
- Vento em Popa
- COPM/Edgard Santos
- Horizonte
- Central
- Nossa Senhora do Amparo
- Real Moitense

## Primeira Fase

### Grupo A
|   | Time                    | Pts | J | V | E | D | GP | GC | SG  | Cartões Amarelos | Cartões Vermelhos |
| - | ----------------------- | --- | - | - | - | - | -- | -- | --- | ---------------- | ----------------- |
| 1 | Central                 | 9   | 3 | 3 | 0 | 0 | 17 | 3  | 14  | 0                | 0                 |
| 2 | Vento em Popa           | 6   | 3 | 2 | 0 | 1 | 12 | 8  | 4   | 0                | 0                 |
| 3 | Nossa Senhora do Amparo | 1   | 3 | 0 | 1 | 2 | 7  | 15 | -8  | 0                | 0                 |
| 4 | Acrata                  | 1   | 3 | 0 | 1 | 2 | 5  | 15 | -10 | 0                | 0                 |

### Grupo B
|   | Time               | Pts | J | V | E | D | GP | GC | SG  | Cartões Amarelos | Cartões Vermelhos |
| - | ------------------ | --- | - | - | - | - | -- | -- | --- | ---------------- | ----------------- |
| 1 | Horizonte          | 4   | 2 | 1 | 1 | 0 | 8  | 0  | 8   | 0                | 0                 |
| 2 | Real Moitense      | 4   | 2 | 1 | 1 | 0 | 8  | 1  | 7   | 0                | 0                 |
| 3 | COPM/Edgard Santos | 0   | 2 | 0 | 0 | 2 | 1  | 16 | -15 | 0                | 0                 |

## Fase eliminatória
Atualizado em 27 de setembro de 2013.
|  | Semifinais    | Semifinais    | Semifinais    |               |           | Final     | Final | Final |  |
|  |               |               |               |               |           |           |       |       |  |
|  | Horizonte     | Horizonte     | 4             |               |           |           |       |       |  |
|  | Horizonte     | Horizonte     | 4             |               |           |           |       |       |  |
|  | Vento em Popa | Vento em Popa | 2             |               |           |           |       |       |  |
|  | Vento em Popa | Vento em Popa | 2             |               | Horizonte | Horizonte | 4     |       |  |
|  |               |               |               |               | Horizonte | Horizonte | 4     |       |  |
|  |               |               | Real Moitense | Real Moitense | 3         |           |       |       |  |
|  | Central       | Central       | Real Moitense | Real Moitense | 3         | 2         |       |       |  |
|  | Central       | Central       |               |               |           |           |       |       |  |
|  | Real Moitense | Real Moitense | 5             |               |           |           |       |       |  |

## Premiação

### Campeão
| Campeão da Liga Nordeste de 2014 |
| -------------------------------- |
| Horizonte (3º título)            |